# Illes Belcher
Les illes Belcher (en inuktitut: ᓴᓪᓚᔪᒐᐃᑦ, Sanikiluaq) formen un arxipèlag situat a la part sud-est de la badia de Hudson del Canadà, prop de l'arc de Nastapoka. Administrativament pertanyen a la regió de Qikiqtaaluk de Nunavut. L'arxipèlag està format per més de 1.500 illes, amb una superfície propera als 3.000 km².
El llogaret de Sanikiluaq, on viu la majoria dels habitants de les illes, es troba a la costa nord de l'illa Flaherty, la més meridional de Nunavut. Juntament amb l'illa Flaherty, les altres illes grans de l'arxipèlag són l'Kugong, Tukarak i Innetalling. Altres illes són Moore, Wiegand, Split, Snape i Mavor, mentre que alguns subgrups d'illes serien les Sleeper, King George i Bakers Dozen.

## Història
Les illes van ser habitades per la cultura Dorset, entre el 500 aC i el 1000 dC. Segles més tard, del 1200 al 1500, els Thule també van ser presents a les illes.
El primer europeu a descobrir les illes va ser l'explorador anglès Henry Hudson, que dona nom a la badia de Hudson, que va albirar l'illa el 1610. Les illes reben el nom de l'almirall de la Royal Navy Sir Edward Belcher (1799–1877).
A principis del segle XIX els ramats de caribús que vivien a les illes van desaparèixer. En un esforç alternatiu per trobar roba d'abric, els habitants de les illes van buscar les plomes d'èider, aus que nidifiquen a l'illa.
Abans de 1914 els cartògrafs de parla anglesa sabien molt poc sobre les illes Belcher, que mostraven als mapes com a taques, molt més petites que la seva extensió real. En aquell any un mapa que els mostrava, dibuixat per George Weetaltuk va passar a les mans de Robert Flaherty, i els cartògrafs van començar a representar-los amb més precisió.
El 1941 un moviment religiós liderat per Charley Ouyerack, Peter Sala i la seva germana Mina va matar a nou persones, fet que es va conèixer com els assassinats de l'illa de Belcher.

## Geologia
Les unitats geològiques de les illes Belcher es van dipositar durant el Paleoproterozoic. Les roques sedimentàries clàstiques, així com les ígnies i unitats carbonatades registres dislocacions i subsidències del Crató Superior. Hi ha dues grans sèries volcàniques, l'Eskimo i, superposada, la sèrie de Flaherty.

## Flora i fauna
Diverses espècies de salze (Salix) formen els la base arbustiva de l'arxipèlag, Salix vestita, S. pedicellaris i S. argyrocarpa, així com els híbrids entre SS. arctica and S. glauca. Els arbres no poden créixer a les illes a causa de la manca de sòl adequat.
Entre els animals que viuen a les illes tot l'any hi ha belugues, morses, caribús, èiders i ducs blancs. També hi ha una gran varietat de peixos que es poden pescar, com ara la truita alpina, el bacallà, el capelí, el Cyclopterus i el cotoïdeus.
El 1998 hi havia 800 caribús a les illes Belcher.